# Pterourus homerus
Pterourus homerus (denominada popularmente, em inglês, Homerus swallowtail ou Jamaican giant swallowtail) é uma borboleta neotropical da família Papilionidae e subfamília Papilioninae, endêmica da Jamaica (nas Antilhas, América Central). Foi classificada por Johan Christian Fabricius, com a denominação de Papilio homerus, em 1793. Suas lagartas se alimentam de plantas do gênero Hernandia (família Hernandiaceae). Esta espécie é considerada, por alguns autores, uma das maiores dentro da família Papilionidae e a maior borboleta do hemisfério ocidental ou do Novo Mundo, sendo também considerada uma espécie em perigo. O seu nome deriva do poeta épico da Grécia Antiga, Homero.

## Descrição
Pterourus homerus possui asas com envergadura superior a 15 centímetros e sem dimorfismo sexual aparente, apresentando um característico desenho em castanho enegrecido e amarelo, vista por cima. Na borda das asas posteriores é possível avistar uma série de manchas em tonalidade azul e vermelha. O lado de baixo difere por ser mais acastanhado e por apresentar tais manchas em tamanho maior, quase formando ocelos. Possuem um par de caudas em forma de espátulas na metade inferior de suas asas posteriores.

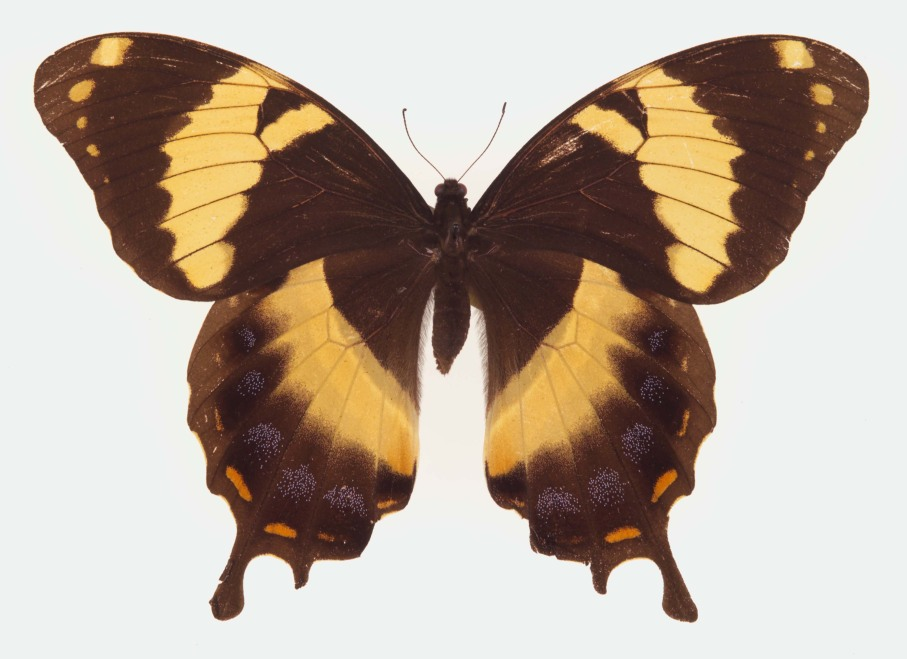
Fotografia de P. homerus, vista superior, coletada em 1887.

## Distribuição, hábitos e conservação
Devido ao desflorestamento da floresta tropical pluvial, promovido pela indústria madeireira e agricultura, a borboleta Pterourus homerus teve o seu habitat reduzido ao vale do Rio Grande e montanhas John Crow e Azuis, na região leste da Jamaica (em Saint Thomas e Portland). Outra população ocorre em Cockpit Country, no centro-oeste da ilha (em Trelawny). Por tais atividades, esta é, atualmente, considerada uma espécie em perigo de extinção. Os adultos voam a grande altura do solo em floresta primária de encostas de montanha e nas ravinas, em altitudes razoavelmente baixas, entre 150 a 600 metros, ocasionalmente em regiões mais elevadas, e sua fonte preferida de alimentação é o néctar das flores. Suas lagartas se alimentam, principalmente, de folhagem de plantas do gênero Hernandia, espécies Hernandia catalpifolia e Hernandia troyiana ou Hernandia jamaicensis.

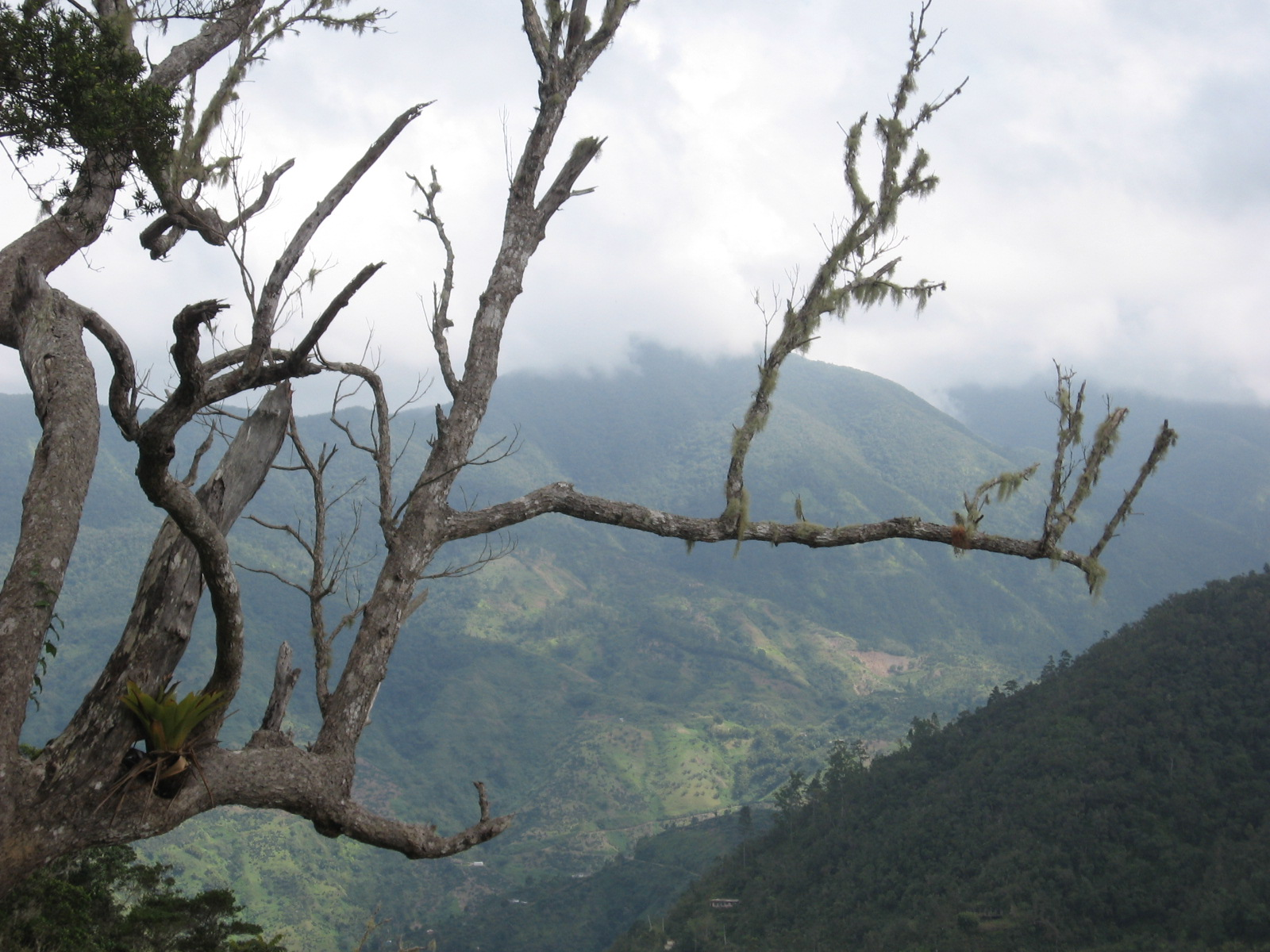
Fotografia do habitat de P. homerus, nas Montanhas Azuis.

## A descrição deP. homerusfeita por Fabricius
Contando a descrição original da espécie, Donovan, em 1834, cita que "este magnífico Papilio ... esteve entre o número de raridades de raças de insetos que Fabricius conheceu nos armários entomológicos dos naturalistas ingleses". O relato de Fabricius é, no entanto, feito a partir de uma pintura e não diretamente sobre um espécime coletado. Fabricius viu o desenho deste inseto na Collectanea (sic) de pinturas formadas pela engenhosa mão do infatigável naturalista William Jones, feitas entre 1783 e 1785, segundo Donovan; Fabricius "estava tão encantado com a sua grandeza que lha determinou um nome mais do que normalmente superlativo".

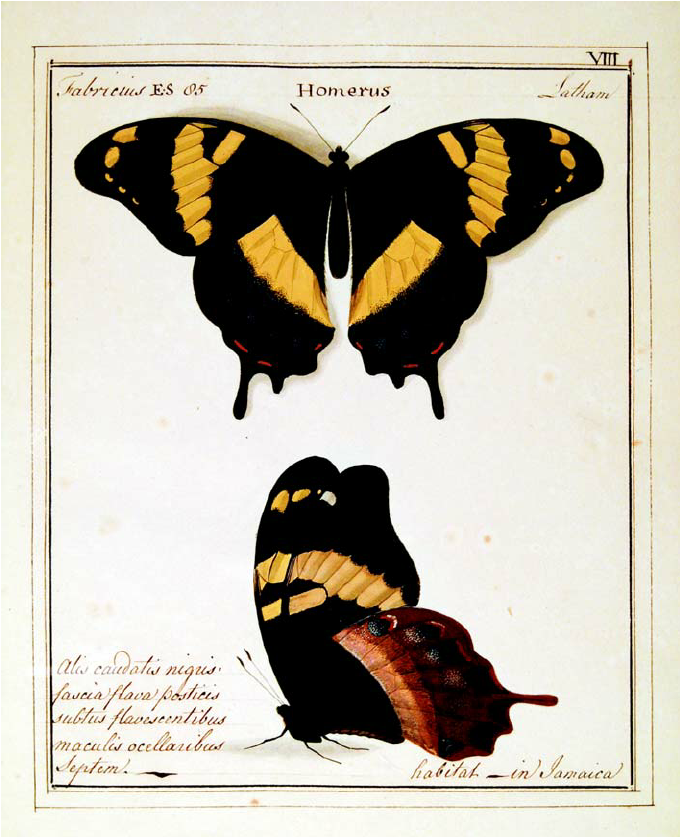
Ilustração de P. homerus feita por William Jones.